# Denny Kearney
Pour les articles homonymes, voir Kearney.
Dennis Patrick James Kearney (né le 27 janvier 1988 à Hanover, État du New Hampshire) est un joueur professionnel américain de hockey sur glace. Il évolue au poste d'ailier. Il est le frère de la skieuse acrobatique Hannah Kearney.

## Biographie

### Vie privée
Il est le fils de Jill Gass et de Tom Kearney. Il a une sœur Hannah multiple médaillée olympique et mondiale en ski de bosses. Leur mère Gill est née et a grandi à Montréal au Canada. Son père a découvert le hockey durant ses études au Canada et a continué à suivre ce sport à son retour aux États-Unis. Denny et son père allaient voir les matchs de Dartmouth College. Durant sa jeunesse, il a appris à travailler le bois avec son père et son oncle qui travaillent dans la charpente. Il estime que la coordination entre les yeux et les mains mise en œuvre lors du travail du bois a pu lui servir à améliorer ses habiletés en hockey sur glace.

### Ses débuts
Kearney joue à Hanover High School pendant trois ans et marque cent-trente-sept points. Il rejoint ensuite la Bishop Brady High School jusqu'en 2005. Durant trois ans, Kearney pratique également le baseball au poste de joueur de troisième but.
En 2005, Dennis commence sa carrière junior avec les Juniors Monarchs du New Hampshire dans l'EJHL. Il marque seize points en trente-trois matchs. La saison suivante, il termine deuxième pointeur de la ligue derrière son coéquipier Paul Thompson avec soixante-quinze points. Il est le meilleur passeur du championnat avec cinquante-quatre passes décisives. Les Monarchs remportent le championnat Nord de l'EJHL durant ces deux saisons. Son entraîneur Sean Tremblay décrit Kearney comme un joueur avec « une fantastique protection du palet et sa vision du jeu. Il comprend le jeu comme peu de joueurs le comprennent ou peuvent le comprendre ». Alors qu'il est convoité par Dartmouth College, Université de Princeton, ou Union College, il décide finalement de rejoindre l'université Yale pour 2007.

### Carrière universitaire
Kearney joue avec les Bulldogs de Yale qui évoluent dans le championnat NCAA. Dès sa première saison, il compte vingt-deux points, le troisième total des Bulldogs, dont quatorze aides, le meilleur total de sa formation à égalité avec deux autres joueurs. Ces quatorze passes sont également le plus haut total pour une recrue lors de la campagne 2007-2008. Les Bulldogs sont éliminés 2-1 en quarts-de-finale des séries éliminatoires de l'ECAC par les Tigers de Princeton.
En 2008-2009, il est le meilleur passeur de Yale avec vingt-deux assistances pour trente-et-un points en trente-cinq matchs. Première de l'Ivy League, l'équipe, emmenée par Mark Arcobello, remporte les séries éliminatoires de l'ECAC. Elle perd 4-1 face aux Catamounts du Vermont en demi-finale de la région Est du tournoi NCAA.
Kearney améliore ses statistiques avec trente-sept points dont vingt-cinq assistances en trente quatre parties de la saison 2009-2010. Il est le troisième pointeur de l'équipe après Brian O'Neill et Broc Little. Si Kearney marque but, l'équipe entraînée par Keith Allain est éliminée en quart-de-finale du tournoi NCAA par les Eagles de Boston College 7 buts à 9.
Il est le quatrième compteur de son équipe lorsqu'il enregistre seize buts et quarante-et-un points au cours de la saison 2010-2011. Les Bulldogs dominent l'Ivy League et sont sacrés lors du tournoi de l'ECAC. Les Bulldogs de Minnesota-Duluth barrent la route des Bulldogs 5-3 en finale de la région est de l'ECAC. Kearney marque un but et une assistance lors de son dernier match universitaire.
Durant ces quatre saisons, l'attaquant dispute cent-trente-huit matchs avec Yale pour un bilan de cent-trente-et-un points dont quatre-vingt-six assistances.

### Débuts professionnels
Le 1er avril 2011, il joue son premier match professionnel avec les Falcons de Springfield dans la Ligue américaine de hockey. Il inscrit alors sa première assistance face aux Sound Tigers de Bridgeport. Le lendemain, il marque son premier but face au Whale du Connecticut assorti d'une mention d'aide. Il joue six parties de la saison régulière et compte cinq points. Les Falcons ne se qualifient pas pour les séries éliminatoires de la Coupe Calder avec la sixième place de la Division Atlantique.
Lors de la saison 2011-2012, il participe au camp d'entraînement des Falcons avant d'être libéré le 5 octobre. Il rejoint les Titans de Trenton, pensionnaires de l'ECHL, le niveau inférieur. Malgré un doublé et deux assistances lors de sa troisième partie de saison régulière, Kearney termine avec seize points en trente-trois confrontations. Un poignet cassé met fin prématurément à sa saison. Les Titans ont le dernier bilan de la ligue à l'issue des soixante-douze matchs de la saison régulière.
Le 20 septembre 2012, il est échangé aux Grizzlies de l'Utah en retour de considérations futures. Il participe au camp d'entraînement et à deux matchs de pré-saison avec Utah. Le 9 octobre, les Grizzlies mettent fin à son contrat. Kearney rejoint alors les Ice Gators de la Louisiane dans la SPHL. Alors qu'il est le meilleur pointeur de son équipe avec trente-quatre points en vingt-trois parties, il décide au début de 2013 de partir en Europe.
Il est recruté par l'ESV Kaufbeuren dans la 2.bundesliga pour remplacer Kevin Saurette. Il marque cinq buts et quatre assistances en quinze matchs de saison régulière. L'ESV Kaufbeuren termine douzième de la saison régulière sur treize équipes..

### Champion de France
Il signe aux Diables rouges de Briançon dans la Ligue Magnus en 2013. L'entraîneur Luciano Basile l'aligne sur le premier trio d'attaque avec le centre David Labrecque et le capitaine Marc-André Bernier. Il aide son équipe à remporter le match des champions 2013 en marquant le deuxième but des rouges face à Rouen lors d'une victoire 4-2. En Coupe de France, les Diables rouges atteignent le stade des demi-finales où ils sont éliminés 2-4 face à Rouen. Briançon s'incline contre cette même équipe en demi-finale de Coupe de la Ligue. En Ligue Magnus, Kearney ouvre son compteur avec un but lors du premier match face à l'Étoile noire de Strasbourg puis un triplé face aux Ducs de Dijon lors du match suivant. Le 22 décembre 2013, les Diables Rouges remportent 5-4 face à Grenoble le Winter Game, match de saison régulière disputé au Stade des Alpes avec un but et deux passes décisives de Kearney. Kearney marque quarante-huit points soit le quatrième total de la ligue et le deuxième de son équipe après les cinquante points de Labrecque. Il est le deuxième buteur de la ligue derrière Danick Bouchard avec vingt-et-un buts, trois de moins que le joueur d'Amiens. Deuxièmes de la saison régulière, les briançonnais éliminent Villard-de-Lans trois matchs à un puis Dijon en quatre matchs secs. Lors de la finale, Ils affrontent Angers et s'imposent quatre victoires à trois. Kearney marque un quadruplé et deux assistances lors du premier match remporté 7-2. Lors du septième et dernier match, le 6 avril 2014, les Ducs mènent 1-0 grâce à Braden Walls à la patinoire René Froger. Les Diables rouges réagissent en supériorité numérique et l'emportent 5-1 avec deux assistances et un but de l'américain. Briançon décroche la Coupe Magnus, trophée récompensant le champion de France, pour la première fois de son histoire. Avec vingt-six points en quinze matchs, il termine premier ex-aequo avec Labrecque au niveau des meilleurs compteurs des séries éliminatoires. Il est le meilleur buteur avec douze réalisations dont trois buts vainqueurs et possède le meilleur différentiel +/- des séries éliminatoires avec +15.

### La Norvège
Il décide alors de donner une nouvelle orientation à sa carrière en rejoignant la Norvège. Il intègre l'effectif de Frisk Asker dans la GET Ligaen. Il retrouve le défenseur américain Mike Matczak, son coéquipier à Yale de 2007 à 2011. Il marque soixante-huit points en quarante cinq parties soit le quatrième total de la ligue et le deuxième de son équipe après les soixante-treize d'Éric Castonguay. Il est le meilleur buteur de son équipe avec vingt-neuf buts, à une longueur des deux meilleurs réalisateurs du championnat. Il ajoute deux assistances en séries éliminatoires mais ne dispute que les quatre premières parties de son équipe en quart de finale. Frisk Asker, quatrième de la saison régulière et est éliminé par Vålerenga, cinquième, en six matchs.
Il signe avec Éric Castonguay au Tingsryds AIF dans l'Allsvenskan, le deuxième niveau du championnat de Suède pour la saison 2015-2016.

## Statistiques
| Saison    | Équipe                        | Ligue        |    | Saison régulière | Saison régulière | Saison régulière | Saison régulière | Saison régulière |    | Séries éliminatoires | Séries éliminatoires | Séries éliminatoires | Séries éliminatoires | Séries éliminatoires |
| Saison    | Équipe                        | Ligue        | PJ | B                | A                | Pts              | Pun              | PJ               | B  | A                    | Pts                  | Pun                  |                      |                      |
| 2005-2006 | Jr. Monarchs du New Hampshire | EJHL         | 33 | 4                | 12               | 16               | 4                | -                | -  | -                    | -                    | -                    |                      |                      |
| 2006-2007 | Jr. Monarchs du New Hampshire | EJHL         | 44 | 21               | 54               | 75               | 53               | -                | -  | -                    | -                    | -                    |                      |                      |
| 2007-2008 | Bulldogs de Yale              | ECAC         | 34 | 8                | 14               | 22               | 16               | -                | -  | -                    | -                    | -                    |                      |                      |
| 2008-2009 | Bulldogs de Yale              | ECAC         | 34 | 9                | 22               | 31               | 20               | -                | -  | -                    | -                    | -                    |                      |                      |
| 2009-2010 | Bulldogs de Yale              | ECAC         | 34 | 12               | 25               | 37               | 32               | -                | -  | -                    | -                    | -                    |                      |                      |
| 2010-2011 | Bulldogs de Yale              | ECAC         | 36 | 16               | 25               | 41               | 20               | -                | -  | -                    | -                    | -                    |                      |                      |
| 2010-2011 | Falcons de Springfield        | LAH          | 6  | 1                | 4                | 5                | 5                | -                | -  | -                    | -                    | -                    |                      |                      |
| 2011-2012 | Titans de Trenton             | ECHL         | 33 | 4                | 12               | 16               | 11               | -                | -  | -                    | -                    | -                    |                      |                      |
| 2012-2013 | IceGators de la Louisiane     | SPHL         | 23 | 14               | 20               | 34               | 23               | -                | -  | -                    | -                    | -                    |                      |                      |
| 2012-2013 | ESV Kaufbeuren                | 2.bundesliga | 15 | 5                | 4                | 9                | 35               | -                | -  | -                    | -                    | -                    |                      |                      |
| 2013      | Briançon                      | MdC          | 1  | 1                | 0                | 1                | 0                | -                | -  | -                    | -                    | -                    |                      |                      |
| 2013-2014 | Briançon                      | CdlL         | 6  | 3                | 7                | 10               | 20               | 4                | 4  | 0                    | 4                    | 29                   |                      |                      |
| 2013-2014 | Briançon                      | CdF          | -  | -                | -                | -                | -                | 3                | 1  | 5                    | 6                    | 6                    |                      |                      |
| 2013-2014 | Briançon                      | Ligue Magnus | 25 | 21               | 27               | 48               | 26               | 15               | 12 | 14                   | 26                   | 34                   |                      |                      |
| 2014-2015 | Frisk Asker                   | GET Ligaen   | 45 | 29               | 39               | 68               | 76               | 4                | 0  | 2                    | 2                    | 4                    |                      |                      |
| 2015-2016 | Tingsryds AIF                 | Allsvenskan  | 52 | 14               | 21               | 35               | 38               | 7                | 0  | 4                    | 4                    | 2                    |                      |                      |
| 2016-2017 | HC Bolzano                    | EBEL         | 50 | 11               | 26               | 37               |                  |                  |    |                      |                      |                      |                      |                      |
| 2016-2017 | Cardiff Devils                | EIHL         | 11 | 1                | 4                | 5                | 10               | 2                | 0  | 0                    | 0                    | 0                    |                      |                      |
| 2017-2018 | Lightning de Milton Keynes    | EIHL         | 52 | 22               | 41               | 63               | 64               |                  |    |                      |                      |                      |                      |                      |
| 2018-2019 | Brûleurs de loups de Grenoble | Ligue Magnus | 44 | 21               | 39               | 60               | 74               | 15               | 5  | 8                    | 13                   | 12                   |                      |                      |
| 2019-2020 | Brûleurs de loups de Grenoble | Ligue Magnus | 37 | 20               | 32               | 52               | 60               | 4                | 1  | 5                    | 6                    | 4                    |                      |                      |
| 2020-2021 | Brûleurs de loups de Grenoble | Ligue Magnus | 22 | 4                | 6                | 10               | 24               | -                | -  | -                    | -                    | -                    |                      |                      |
| 2021-2022 | Jokers de Cergy-Pontoise      | Ligue Magnus | 42 | 25               | 35               | 60               | 63               | 11               | 1  | 8                    | 9                    | 18                   |                      |                      |